# Georg Zitzer
Georg Zitzer (* 9. Januar 1870 in Aulenhausen; † 8. Juli 1932 in Kleinheubach) war ein deutscher Lehrer und Heimatforscher.
Zitzer wurde als Sohn eines Lehrers geboren und wuchs in Dornholzhausen auf. Nach dem Abschluss der Schule folgte er seinem Vater und ließ sich zwischen 1887 und 1890 auf dem Lehrerseminar in Usingen zum Pädagogen ausbilden. Im Lauf seiner Tätigkeit bekleidete er Lehrerstellen in Erbach, Schupbach, Niedereisenhausen und Battenberg.
Neben seinem schulischen Wirken trat Zitzer als Heimatforscher und -dichter auf. Von ihm stammen mehrere Erzählungen zum Brauchtum in Mittelhessen und zahlreiche Abhandlungen zur Geschichte des Kreises Biedenkopf. Zudem hinterließ er eine umfangreiche Sammlung Deutscher Volkslieder.

## Werke
- Peter Seipels Glueck und andere Erzaehlungen aus dem Hinterland. Marburg, 1917
- Mein Hinterland. 1925
- Hessische Lesestube (Hrsg.), Marburg